# Intralymphatische Immuntherapie
Die intralymphatische Immuntherapie (Abk.: ILIT) ist eine experimentelle Methode der Hyposensibilisierung, bei der das Allergen nicht unter die Haut, sondern in einen Lymphknoten gespritzt wird.
Die Erfinder, eine Arbeitsgruppe um den Zürcher Dermatologen Thomas Kündig, erhoffen sich so eine stärkere Immunantwort, da die dafür zuständigen dendritischen Zellen, T-Helferzellen und B-Zellen, drei Varianten von weißen Blutkörperchen, in den Lymphknoten konzentriert sind. Ihrer Studie zufolge wirken drei Injektionen im Monatsabstand, bei denen Gräserpollen-Extrakt unter sonografischer Lagekontrolle in Lymphknoten der Leistenregion gespritzt wurde, beim Menschen ebenso gut gegen Heuschnupfen wie 56 konventionelle, über drei Jahre angewendete subkutane Injektionen.
Mögliche Anwendung für ILIT sind Allergien gegen Bienengift, Gräserpollen, und Hausstaubmilben-Allergene. Eine Anwendung gegen Katzenallergie wird gegenwärtig nicht mehr weiterentwickelt, nach Kündigs Auffassung aufgrund andersartiger kommerzieller Interessen des Konzerns, der dieses Patent erworben hatte.
Die Applikation von immunwirksamen Substanzen (Proteine, Viren, Bakterien etc.) in Lymphknoten ist eine bekannte Technik. Im Tierversuch steigerte diese Applikation die Immunantwort erheblich, insbesondere stiegen die allergen-spezifischen IgG2a-Antikörper 10- bis 20-mal stärker als bei subkutaner Anwendung der Allergene. Mehrere kontrollierte Phase-I-Studien an Probanden ergaben positive Resultate. Studien mit größeren Fallzahlen wurden bisher nicht veröffentlicht.